# Morlanwelz

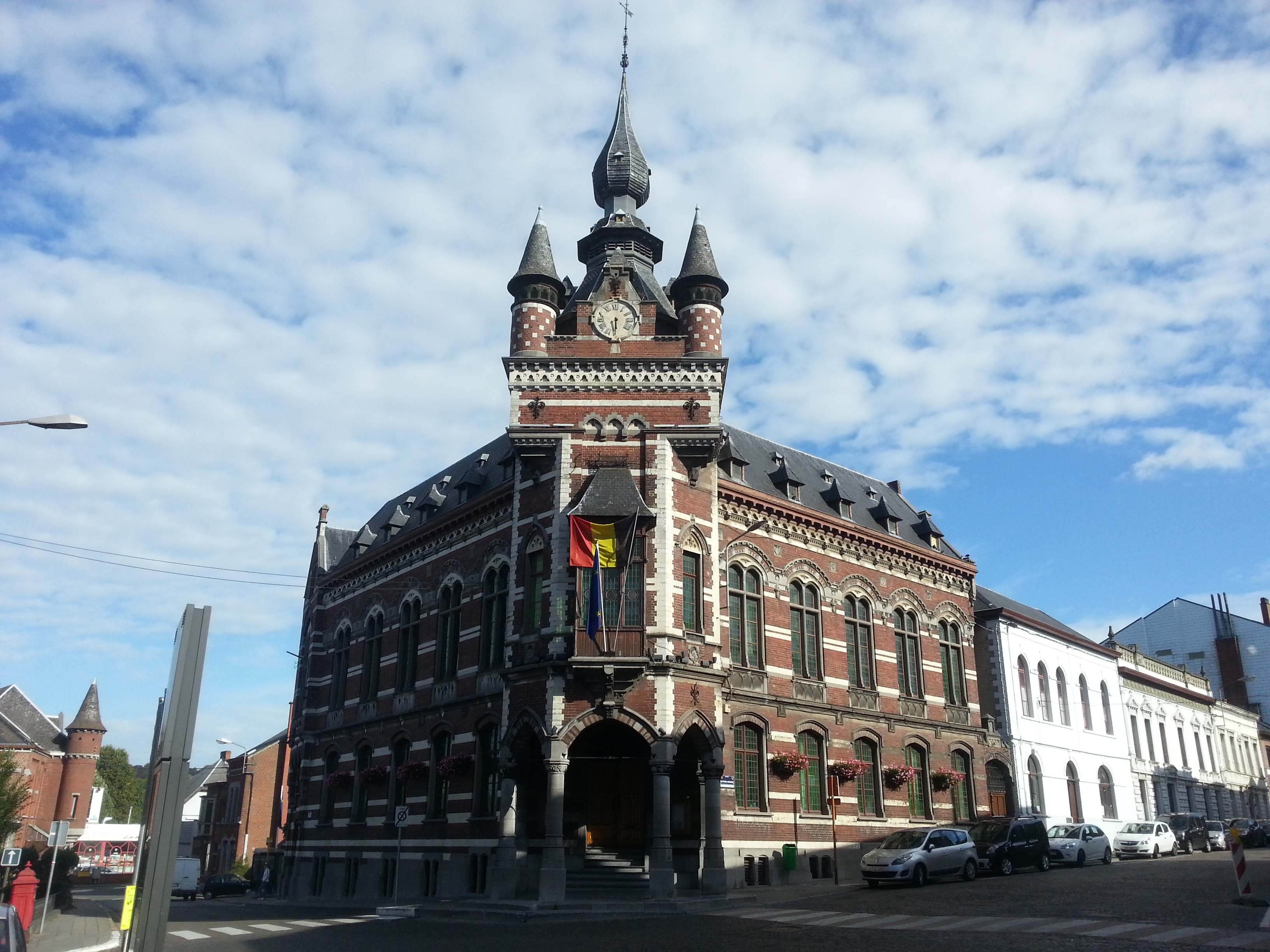
Morlanwelz stadshus.

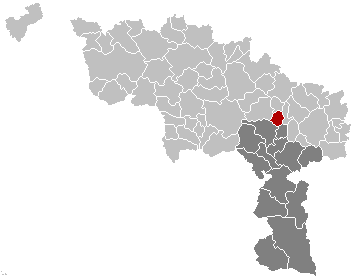
Morlanwelz läge inom provinsen Hainaut

Morlanwelz är en kommun i provinsen Hainaut i regionen Vallonien i Belgien. Morlanwelz hade 18 813 invånare per 1 januari 2008.
De sammanslagna kommunerna är Morlanwelz-Mariemont, Carnières och Mont-Sainte-Aldegonde.

## Fädernearv
- Saint-Martin katolska kyrkan byggd 1865.
- Rådhuset i hörnet av gatorna Raoul Warocqué och Arthur Warocqué byggt 1895.
- Staty av Abel Warocqué.

## Parkera
- Domaine de Mariemont och resterna av det gamla slottet Maria av Ungern.